# Подчистое
Подчистое (бел. Падчыстае) — посёлок в Губичском сельсовете Буда-Кошелёвского района Гомельской области Белоруссии.

## География
В 19 км на юго-западе от районного центра и железнодорожной станции Буда-Кошелёвская (на линии Жлобин — Гомель), 46 км от Гомеля.

## Транспортная сеть
Транспортные связи по просёлочной, затем автомобильной дороге Жлобин — Гомель. Застройка деревянная, усадебного типа.

## История
Основан в начале 1920-х годов переселенцами с соседних деревень на бывших помещичьих землях. В 1929 году жители посёлка вступили в колхоз. В 1959 году в составе колхоза «Авангард» (центр — деревня Старая Буда).
До 16 декабря 2009 года в составе Старобудского сельсовета.

## Население

### Численность
- 2004 год — 3 хозяйства, 5 жителей.

### Динамика
- 1959 год — 111 жителей (согласно переписи).
- 2004 год — 3 хозяйства, 5 жителей.